# Награда Бранко Ћопић
Награда „Бранко Ћопић” додељује се за књигу високе уметничке вредности у две категорије, за најбољу књигу прозе и поезије.

## О награди
Награду додељује Задужбина Бранка Ћопића. Задужбина је основана 1989. жељом др Богданке Илић Ћопић, супруге књижевника и академика Бранка Ћопића, и њено седиште је у Српској академији наука и уметности. Циљ оснивања Задужбине је награђивање писаца за дела, написана и објављена на српском језику.
Додељују се две награде, за прозу и за поезију, сваке године за дела високе уметничке вредности. Чланови Задужбине бирају се из реда Одељења језика и књижевности САНУ, а они су уједно и чланови жирија Задужбине за доделу награде.
Председник Задужбине Бранка Ћопића је Милосав Тешић, а пре њега је био Светозар Кољевић.

## Досадашњи добитници
| Година | Лауреат за прозу              | Награђено дело                               | Лауреат за поезију                                    | Награђено дело                                                                  |
| ------ | ----------------------------- | -------------------------------------------- | ----------------------------------------------------- | ------------------------------------------------------------------------------- |
| 2024   | Небојша Јеврић                | Мртви дим                                    | Никола Вујчић Милан Михајловић, Ненад Јеро Раденковић | Пуне су ми очи даљине Замахни свети                                             |
| 2023   | Радомир Уљаревић              | збирка кратких прича Међустаница             | Гордана Ђилас                                         | збирка песама Хватање месечине                                                  |
| 2022   | Васа Павковић                 | Далеки, далеки сусрет                        | Ђорђе Нешић                                           | збирка песама Струне                                                            |
| 2021   | Слободан Мандић               | Регина Панонија                              | Алек Вукадиновић Селимир Радуловић                    | збирка песама Под прозором мојим океан зелени збирка песама Седам малих дрхтаја |
| 2020   | Драган Стојановић             | роман Тамна пучина                           | Злата Коцић                                           | збирка песама Галгал                                                            |
| 2019   | Миладин Ћулафић               | Преко границе                                | Дејана Николић Драган Марковић                        | збирка песама Календар збирка песама Камен папир маказе                         |
| 2018   | Филип Грбић                   | Прелест                                      | Благоје Баковић Слободан Јовић                        | поема Како врабац пева збирка песама Страх од савршенства                       |
| 2017   | Горан Милашиновић             | Случај Винча                                 | Драган Лакићевић                                      | збирка песама Песме за једног читаоца                                           |
| 2016   | Анђелко Анушић                | Гласови са Границе                           | Мирослав Цера Михаиловић                              | Поглед са коца                                                                  |
| 2015   | Дејан Тиаго-Станковић         | Есторил, ратни роман                         | Мићо Цвијетић                                         | збирка поезије Свет и кућа                                                      |
| 2014   | Никола Маловић                | Једро наде                                   | Гојко Ђого                                            | збирка поезије Грана од облака                                                  |
| 2013   | Соња Атанасијевић             | Ваздушни људи                                | Ранко Јововић                                         | збирка поезије Чекајући јакобинце                                               |
| 2012   | Драго Кекановић               | Вепрово срце                                 | Верољуб Вукашиновић                                   | збирка поезије Изнад облака                                                     |
| 2011   | Марко Крстић                  | Викторија                                    | Зоран Косић                                           | збирка поезије Срп                                                              |
| 2010   | Емир Кустурица                | Смрт је непроверена гласина                  | Иван Негришорац                                       | збирка поезије Светилник                                                        |
| 2009   | Љубивоје Ршумовић             | Сунчање на месечини                          | Миодраг Раичевић                                      | збирка поезије Длан & лопата                                                    |
| 2008   | Лаура Барна                   | Моја последња главобоља                      | Дејан Алексић                                         | збирка поезије Довољно                                                          |
| 2007   | Владимир Кецмановић           | Феликс                                       | Драган Хамовић                                        | збирка поезије Матична књига                                                    |
| 2006   | Мирјана Митровић              | Емилија Лета                                 | Борис Јовановић                                       | лирски записи Капи                                                              |
| 2005   | Ласло Блашковић               | Адамова јабучица                             | Ненад Милошевић                                       | збирка поезије Песме са Саве и Дунава                                           |
| 2004   | Ранко Рисојевић               | Босански Џелат                               | Петар Пајић                                           | збирка поезије Најлепше песме Петра Пајића                                      |
| 2003   | Лабуд Драгић Милован Марчетић | роман У затонима Лете збирка прича Прво лице | Драган Бошковић                                       | збирка поезије У једном телу                                                    |
| 2002   | Ненад Теофиловић              | Клопка                                       | Гојко Божовић                                         | збирка поезије Архипелаг                                                        |
| 2001   | Мирослав Тохољ                | Кућа Павловића                               | Саша Радојчић                                         | збирка поезије Елегије, ноктурна, етиде                                         |
| 2000   | Страхиња Кастратовић          | Клен на врбовом пруту                        | Војислав Карановић                                    | збирка поезије Син земље                                                        |
| 1999   | Михајло Пантић                | седми дан кошаве                             | Новица Тадић                                          | збирку поезије Непотребни сапутници                                             |
| 1998   | Владислав Бајац               | Друид из Синдидунуна                         | Вук Крњевић                                           | збирка поезије Вјетрена врата                                                   |
| 1997   | Јован Радуловић               | Прошао живот                                 | Златко Красни                                         | збирка сонета Кошута у души                                                     |
| 1997   | Радован Бели Марковић         | Лајковачка пруга                             | Милан Ненадић                                         | збирка песама Угрушак                                                           |
| 1996   | Милица Мићић Димовска         | Последњи заноси МСС                          | Мирослав Максимовић                                   | збирка поезије Небо                                                             |
| 1995   | Данило Николић                | Краљица забаве                               | Станислав Мандић                                      | збирка поезије Звездара и друге песме                                           |
| 1994   | Вида Огњеновић                | Отровно млеко малслачка                      | Рајко Петров Ного                                     | збирка поезије На капијама раја                                                 |
| 1993   | Давид Албахари                | Пелерина                                     | Драган Колунџија                                      | збирка поезије Козара, опет                                                     |
| 1993   | Борислав Михајловић Михиз     | Аутобиографија о другима (II)                | Милутин Петровић                                      | збирка Поезија снова                                                            |
| 1992   | Милован Данојлић              | Година пролази кроз авлију                   | Ђорђo Сладоје                                         | збирка поезије Трепетник                                                        |